# 胡鮈属
胡鮈属（学名：Huigobio）是鲤形目鲤科𬶋亚科的一属淡水鱼，目前已知3种。主要分布于中国东部水域。本属是中国鱼类学家方炳文于1938年创立的新属，学名取中国植物学家胡先骕教授的姓氏以致敬意。 曾有学者将本属视为小鳔𬶋属（Microphysogobio）的同物异名，现形态学和分子生物学证据支持本属为有效属。

## 種類
- 嵊县胡鮈 Huigobio chenhsienensis Fang, 1938
- 细尾胡𬶋 Huigobio exilicauda Jiang & Zhang, 2013
- 异唇胡𬶋 Huigobio heterocheilus Sun，Li，Tang & Zhao，2022